# Жакиянов, Жанат Ескендирулы
Жанат Жакиянов (род. 4 ноября 1983 года, село Благовещенка, Жамбылский район, Северо-Казахстанская область Казахская ССР, СССР) — казахстанский боксёр-профессионал, выступавший в легчайшем весе (53,5 кг). Чемпион мира по версиям WBA супер и IBO (2017), бывший временный чемпион мира по версии WBA (2015—2017), чемпион Европы по версии EBU (2014—2015).
16 февраля 2018 года Жанат Жакиянов объявил, что заканчивает карьеру.

## Биография
В деревне вместе со своим братом-близнецом Азаматом много занимался физическим трудом (рубил дрова, заготавливал сено). В 1998 году семья переехала в областной город Петропавловск. После занятий борьбой Жанат с 11 класса начал вместе с братом тренироваться в боксёрской секции зтр РК В. А. Чернышкова. В 2007 году окончил университет СКГУ в Петропавловске и устроился тренером-преподавателем в местную школу бокса. В армии служил в спортроте в Алматы, затем вернулся домой.
Ныне тренируется под руководством бывшего чемпионом мира по версиям IBF, WBO и IBO в 1-м полусреднем весе Рикки Хаттона.

## Профессиональная карьера
Жанат дебютировал на профессиональном ринге 3 августа 2007 года, первым соперником Жаната был его соотечественник Наби Кадыров, бой закончился первой победой Жакиянова.
Первое поражение на профессиональном ринге Жакиянов потерпел 4 октября 2008 года от таджика Сахиба Усарова (Россия), но уже через месяц начал свою победную серию в азиатском боксе. В декабре 2009 года, имея «рекордс» 12-1, он победил чемпиона Узбекистана в легчайшем весе среди профессионалов Бахыта Абдурахимова и забрал себе вакантный титул WBC Asian Boxing Council Continental bantamweight title.
В 2011 году состоялось ключевое событие в карьере Жакиянова. После яркого боя в Швейцарии против местной звезды Бенжамина Петиуды (технический нокаут во втором раунде) казахстанца пригласила под своё крыло боксёрская компания «Хаттон Промоушн» из Англии. А в 2013 году его стал тренировать сам Рикки Хаттон — известный в прошлом британский боксёр, чемпион мира по версии IBF, WBA, IBO, а ныне удачливый менеджер и тренер. Жакиянов подошёл к этому контракту с «рекордс» 21-1 (включая 14 нокаутов).
26 апреля 2014 года Жакиянов завоевал титул чемпиона Европы по версии EBU на родине Хаттона в Великобритании, победив нокаутом в 5 раунде француза Карима Гуэрфа.
10 сентября 2014 года Жанат Жакиянов завоевал титул WBC Eurasia Pacific Boxing Council, победив в Минске за 2 минуты и 29 секунд грузина Гаги Эдишерашвили (нокаут ударом в печень), а также защитил титул чемпиона Европы по версии EBU.
7 ноября 2015 года победил в Монте-Карло Йонфреза Парехо (Венесуэла) прозвищу «Палач» (El Verdugo) и завоевал титул временного чемпиона мира по версии WBA в легчайшем весе.
10 февраля 2017 года Жакиянов встретился в бою с афроамериканцем Роши Уорреном (14-1), владеющим титулами чемпиона мира по версиям WBA Super и IBO на его родине в Огайо. В 1-м раунде Уоррен дважды отправил Жакиянова в нокдаун, но тот сумел взять поединок под свой контроль и в итоге Жакиянов выиграл бой решением большинства судей (счёт: 116—110, 115—111, 111—115), а Уоррен потерял титулы чемпиона мира по версиям WBA Super и IBO.
21 октября 2017 года Жакиянов проиграл в Белфасте в объединительном бою свой титул WBA Super бывшему спарринг-партнёру чемпиону IBF 25-летнему ирландцу Райану Барнетту единогласным решением судей и опустился в рейтинге BoxRec в легчайшем весе с 13-го места на 21-е. Однако, Барнетт не прошел обязательный допинг-тест после боя и команда Жакиянова подала протест в IBF и WBA . Но протест не был даже рассмотрен Британским Советом по боксу, отвечающем за вопросы допинга британских спортсменов .
Разочарованный несправедливостью Жакиянов решил закончить карьеру .

## Интересные факты
- Весной 2017 года за победу над Роши Уорреном и первое звание чемпиона мира бывший аким Северо-Казахстанской области Ерик Султанов подарил Жакиянову трехкомнатную квартиру, а 30 ноября 2017 года Жанат Жакиянов вступил в ряды казахстанской народно-демократической партии «Нур Отан» [11].
- Осенью 2017 года вышел получасовой документальный фильм-автобиография «Жанат Жакиянов. Ни Шагу Назад!»[12]. Продюсер Алексей Мишаченко.
- В мае 2018 года В Петропавловске прошел III благотворительный бал, главной целью которого является оказание помощи детям с тяжелыми заболеваниями, нуждающимся в дорогостоящем лечении. На благотворительном аукционе спортивную форму Жаната Жакиянова продали за 800 000 тенге (USD 2430) [13].

## Семья
Жена Алтынай. Имеет сына и дочь — Нурай.

## Результаты боёв
В таблице перечислены результаты всех поединков боксёров.
В каждой строке указан результат поединка. Дополнительно номер поединка обозначен цветом, который обозначает итог поединка. Расшифровка обозначений и цветов представлена в нижеследующей таблице.
| Пример | Расшифровка                     |
| ------ | ------------------------------- |
|        | Победа                          |
|        | Ничья                           |
|        | Поражение                       |
|        | Планируемый поединок            |
|        | Поединок признан несостоявшимся |
| КО     | Нокаут                          |
| ТКО    | Технический нокаут              |
| PTS    | Решение судей (по очкам)        |
| UD     | Единогласное решение судей      |
| MD     | Решение большинства судей       |
| SD     | Раздельное решение судей        |
| RTD    | Отказ от продолжения боя        |
| DQ     | Дисквалификация                 |
| NC     | Поединок признан несостоявшимся |

| Бой | Рекорд   | Дата             | Соперник                     | Место боя                                  | Раундов           | Дополнительно |
| --- | -------- | ---------------- | ---------------------------- | ------------------------------------------ | ----------------- | --- |
| 29  | 27(18)-2 | 21 октября 2017  | Райан Барнетт (17-0)         | Белфаст, Северная Ирландия, Великобритания | UD (12)           | Объединительный бой за титулы чемпиона мира по версиям WBA Super и IBF в легчайшем весе (1-я защита Жакиянова). Счёт: 110-118, 112-116, 109-119. |
| 28  | 27(18)-1 | 10 февраля 2017  | Роши Уоррен (14-1)           | Толидо, Огайо, США                         | SD (12)           | Завоевал титулы чемпиона мира по версиям WBA Super и IBO в легчайшем весе (1-я защита Уоррена). Счёт: 116-110, 115-111, 111-115.                 |
| 27  | 26(18)-1 | 7 ноября 2015    | Йонфрез Парехо (17-1-1)      | Монте-Карло, Монако                        | SD (12)           | Завоевал титул временного чемпиона мира по версии WBA в легчайшем весе. Счёт: 115-113, 112-116, 116-113.                                         |
| 26  | 25(18)-1 | 9 мая 2015       | Гектор Роландо Гусман (14-0) | Враца, Болгария                            | KO 6 (12)         | Завоевал титул чемпиона по версии WBA International в легчайшем весе. Обмен нокдаунами, затем нокаут в 6 раунде                                  |
| 25  | 24(17)-1 | 8 ноября 2014    | Роберто Лерио (16-20-1)      | Квинсленд, Австралия                       | KO 2 (10), 1:16   | Нокаут во втором раунде |
| 24  | 23(16)-1 | 10 сентября 2014 | Гаги Эдишерашвили (7-0)      | Минск, Белоруссия                          | KO 1 (10), 2:29   | Завоевал вакантный титул чемпиона Евразии WBC Eurasia Pacific Boxing Council нокаутом во втором раунде.                                          |
| 23  | 22(15)-1 | 26 апреля 2014   | Карим Гуэрфи (20-2)          | Йоркшир, Великобритания                    | KO 5 (12x3), 2:39 | Завоевал титул чемпиона Европы по версии EBU нокаутом в 5 раунде.                                                                                |